# Општина Варлези (Галац)
Варлези (рум. Vârlezi) општина је у Румунији у округу Галац.
Oпштина се налази на надморској висини од 162 m.